# Florence Valentin
Florence Valentin è un gruppo musicale svedese formatosi nel 2002. È attualmente costituito dai musicisti Love Antell, August Berg, Daniel Kurba, Sebastian Ross, Magnus Jonsson, Jonny Calzone e Mats-Peter Krantz.

## Storia del gruppo
Pokerkväll i Vårby Gård, secondo album in studio, è stato il primo disco del gruppo a far l'ingresso nella Sverigetopplistan. Il risultato è stato migliorato con Spring Ricco, finito al 36º posto della classifica.
Il quarto LP Det var en gång ha fatto guadagnare al gruppo una nomination ai Grammis.

## Formazione
Attuale
- Love Antell – voce, chitarra
- August Berg – batteria
- Daniel Kurba – tastiere
- Sebastian Ross – basso
- Magnus Jonsson – cori, ottoni, tastiere
- Jonny Calzone – cori, chitarra
- Mats-Peter Krantz – cori, sassofono

Ex componenti
- Cezary Tomaszewski – trombone
- Helena Gutarra – voce
- Therese Johansson – voce

## Discografia

### Album in studio
- 2004 – Johnny Drama
- 2007 – Pokerkväll i Vårby Gård
- 2009 – Spring Ricco
- 2020 – Det var en gång

### EP
- 2003 – Allt dom bygger upp ska vi meja ner

### Singoli
- 2019 – Sanningen om mej
- 2020 – Tävla!!!
- 2020 – Ögonblick av klarhet
- 2022 – Stå vid mig